# Iglesia de la Virgen del Rosario (Vergel)
La iglesia parroquial de la Virgen del Rosario de Vergel (Alicante) España. Es un templo católico de estilo neoclásico, construido en el siglo XVIII en sustitución del antiguo templo, que quedó pequeño por el progresivo aumento de población, concluido en 1732 y situado en la actual calle Príncipe de Asturias. Pertenece a la Archidiócesis de Valencia
El edificio es Bien de Relevancia Local según la Disposición Adicional Quinta de la Ley 5/2007, del 9 de febrero, de la Generalidad Valenciana, de modificación de la Ley 4/1998, del 11 de junio del Patrimonio Cultural Valenciano (DOCV Núm. 5449 / 13.02.2007).

## Interior
El interior del templo está rematado por una bóveda de cañón, con sus respectivos pignantes. En su interior se venera a la Patrona de la población, la Virgen del Rosario, obra del imaginero valenciano Pío Mollar Franch, que desde su camarín preside el Retablo Mayor (1941), de oscura y singular madera labrada, que sustituye al destruido en 1936; coronado en la parte superior por un lienzo de grandes dimensiones de San Cristóbal, recordando al primer patrono de la población, el lienzo es obra de Antonio Pastor. Son 6 las capillas laterales con sus retablos, dedicadas a la Virgen de los Dolores, a San Luis, San Roque, San José, la Inmaculda Concepción y el Sagrado Corazón de Jesús.
Todo el patrimonio del Templo es posterior a 1936, a excepción de la talla de San Esteban protomártir, que corona la parte alta del Retablo de San José, y que fue salvada de las llamas por una familia que la escondió en su casa durante la contienda civil; así como un singular lienzo oval de la Virgen del Carmen, que fue restaurado en 2013 e instalado en la parte alta del cancel de entrada a la iglesia.
Cabe destacar la Custodia Mayor (Orfebrería Valencia del siglo XX), así como cálices, copones, incensario y naveta neogóticos, relicario de plata del Patriarca San Juan de Ribera, así como el Lignum Crucis con su Relicario de inspiración barroca. que es además el emblema de la Semana Santa.

## Exterior. Campanario
Su campanario es uno de los edificios más característicos y entrañables de la población, restaurado en 1997 con la colaboración y los donativos de los ciudadanos de la localidad. El reloj del Campanario es el encargado de marcar las horas, con el característico sonido de su campana, denominada "De horas". La Torre-Campanario posee 4 campanas, en su cuerpo, siendo la mayor de ellas la denominada "Grossa" o "Virgen del Rosario" cuyo peso es casi de 500 kg. Es característico su "Volteo General" o el "Toque de Descoberta" que suena únicamente en la fiesta de la patrona.
Se accede a su interior por una portalada neoclásica de "tosca" de Jávea labrada, coronada por una hornacina que posee una imagen de piedra de Ntra. Sra. del Rosario, titular de la Parroquia y patrona de la población. En la plaza de la iglesia, otra capilla de piedra muestra la imagen de san Vicente Ferrer, patrono de la Comunidad Valenciana, que predicó por las tierras de la Marina a finales del siglo XIV, y posiblemente pasara por este municipio.

## Santo Cáliz del magistrado Castro
La parroquia conserva, custodiada por su cofradía, la primera copia del Santo Cáliz de la Cena, que se conserva en la catedral de Valencia, propiedad del M.I.D. Leopoldo Castro Boy, magistrado de la población, que fue donado a la parroquia según sus últimas volundades.
- Datos: Q5912621
- Multimedia: Església de la Mare de Déu del Roser, el Verger / Q5912621